# Gustave Fierens
Gustavus  "Gustave" Franciscus Fierens (18 mei 1881 - 1 januari 1962) was een Belgische architect. 

## Biografie
Gustave Fierens was de zoon van aannemer Joannes Augustinus Fierens. Hij tekende in een eclectische beaux-artsstijl of art nouveau. Na de Eerste Wereldoorlog ontwikkelde zijn stijl zich tot een gematigd modernisme. 
Fierens vestigde zich als architect in Antwerpen in 1909 in de Vestingstraat 9 en dit tot 1914. Van 1918 tot 1937 woonde hij in een zelf ontworpen woning in de Provinciestraat 250 en vanaf 1947 in de Provinciestraat 230. Hij bleef actief tot in de jaren 50.

## Selectie werken
Dertig gebouwen van zijn hand zijn opgenomen in de inventaris onroerend erfgoed
- Fierensblokken - Antwerpen (1938-1939), modernisme
- Eclectisch burgerhuis - Bosmanslei Antwerpen (1914), eclectisch
- Art-nouveau-burgerhuis - Bosduifstraat Anwetpen (1937), art nouveau
- Hoekwoning - Robert Molsstraat Antwerpen (1910), art nouveau
- Burgerwoning Dom - Kardinaal Mercierlei Antwerpen (1909) art nouveau
- Burgerwoning - Wuytslei Merksem (1912) art nouveau